# Monete euro lussemburghesi
     Zona euro
     UE appartenenti agli AEC II
     UE appartenenti agli AEC II con deroga
     UE non appartenenti agli AEC II
     Non UE che usano bilateralmente l'euro
     Non UE che usano unilateralmente l'euro
Le monete euro lussemburghesi presentano tre differenti soggetti, anche se tutti rappresentano l'effigie del granduca Enrico di Lussemburgo. I disegni sono di Yvette Gastauer-Claire e mostrano anche le 12 stelle della bandiera dell'Unione europea, l'anno di conio e il nome del Paese in lingua lussemburghese: Lëtzebuerg.
Siccome è la prima volta che il volto del granduca Enrico appare su una moneta, la testa è girata verso sinistra. Su altre monete che contengono il ritratto del Capo di Stato, la testa guarderà verso destra, il che vuol dire che è già stato raffigurato in precedenza su monete in circolazione.

## Faccia nazionale
| € 0,01                       | € 0,02                       | € 0,05                                                                                                 |
| ---------------------------- | ---------------------------- | --- |
|                              |                              | |
| Ritratto del granduca Enrico |                              | |
| € 0,10                       | € 0,20                       | € 0,50                                                                                                 |
|                              |                              | |
| Ritratto del granduca Enrico |                              | |
| € 1,00                       | € 2,00                       | Bordo 2 euro                                                                                           |
|                              |                              | |
| Ritratto del granduca Enrico | Ritratto del granduca Enrico | La sequenza "2**" ripetuta sei volte e alternativamente capovolta, dove "*" è sostituito da una stella |

### Future modifiche alla faccia nazionale delle monete in circolazione
La Commissione della Comunità europea ha emesso una raccomandazione in data 19 dicembre 2008, una linea guida comune per le facce nazionali e l'emissione di monete in euro destinate alla circolazione. Una sezione di questa raccomandazione prevede che:
Articolo 4. Design delle facce nazionali:
"Il disegno che compare sulla faccia nazionale delle monete in euro destinate alla circolazione deve essere completamente circondato dalle 12 stelle dell’Unione europea, e deve riportare l’anno di conio e l’indicazione del nome dello Stato membro emittente. Le stelle dell’Unione europea devono essere uguali a quelle che figurano sulla bandiera europea."
Un nuovo design per le monete euro lussemburghesi è previsto per il prossimo futuro, per conformarsi alle nuove linee guida, anche se non è stato ancora annunciato ufficialmente.

## Zecche
Le monete sono coniate dalla:
| Anno | Zecca                                         | Segno della zecca         | Segno del direttore della zecca                  |
| ---- | --------------------------------------------- | ------------------------- | ------------------------------------------------ |
| 2002 | Koninklijke Nederlandse Munt (zecca olandese) | Un caduceo                | Un arco con stella per Erik Jan Van Schouwenburg |
| 2003 | Koninklijke Nederlandse Munt (zecca olandese) | Un caduceo                | Un veliero per Maarten Theodoor Brouwer          |
| 2004 | Koninklijke Nederlandse Munt (zecca olandese) | Un caduceo                | Un veliero per Maarten Theodoor Brouwer          |
| 2005 | Suomen Rahapaja (zecca finlandese)            | Una cornucopia stilizzata | Nessuno                                          |
| 2006 | Suomen Rahapaja (zecca finlandese)            | Una cornucopia stilizzata | Nessuno                                          |
| 2007 | Monnaie de Paris (zecca francese)             | Una cornucopia            | Un corno per Hubert Larivière                    |
| 2008 | Monnaie de Paris (zecca francese)             | Una cornucopia            | Un corno per Hubert Larivière                    |
| 2009 | Koninklijke Nederlandse Munt (zecca olandese) | Un caduceo                | Un veliero per Maarten Theodoor Brouwer          |
| 2010 | Koninklijke Nederlandse Munt (zecca olandese) | Un caduceo                | Un veliero per Maarten Theodoor Brouwer          |
| 2011 | Koninklijke Nederlandse Munt (zecca olandese) | Un caduceo                | Un veliero per Maarten Theodoor Brouwer          |
| 2012 | Koninklijke Nederlandse Munt (zecca olandese) | Un caduceo                | Un veliero per Maarten Theodoor Brouwer          |
| 2013 | Koninklijke Nederlandse Munt (zecca olandese) | Un caduceo                | Un veliero per Maarten Theodoor Brouwer          |
| 2014 | Koninklijke Nederlandse Munt (zecca olandese) | Un caduceo                | Un veliero per Maarten Theodoor Brouwer          |
| 2015 | Koninklijke Nederlandse Munt (zecca olandese) | Un caduceo                | Un veliero per Maarten Theodoor Brouwer          |
| 2016 | Koninklijke Nederlandse Munt (zecca olandese) | Un caduceo                | Un veliero con stella per Kees Bruinsma          |
| 2017 | Koninklijke Nederlandse Munt (zecca olandese) | Un caduceo                | Un veliero con stella per Kees Bruinsma          |
| 2018 | Utrecht (Zecca Lussemburghese)                | Un leone                  | Ponte di San Servazio per Stephan Satijn         |
| 2019 | Utrecht (Zecca Lussemburghese)                | Un leone                  | Ponte di San Servazio per Stephan Satijn         |

## Quantità monete coniate
|                                                                                     | Divisionali FDC | Divisionali FS | Divisionali FDC Commemorative | € 0,01     | € 0,02     | € 0,05     | € 0,10     | € 0,20     | € 0,50     | € 1,00     | € 2,00     |
| CIRCOLANTI                                                                          | CIRCOLANTI      | CIRCOLANTI     | CIRCOLANTI                    | CIRCOLANTI | CIRCOLANTI | CIRCOLANTI | CIRCOLANTI |            |            |            |            |
| ----------------------------------------------------------------------------------- | --------------- | -------------- | ----------------------------- | ---------- | ---------- | ---------- | ---------- | ---------- | ---------- | ---------- | ---------- |
| 2002                                                                                | 5.000/35.000    | 1.500          | 0                             | 34.517.500 | 35.917.500 | 28.917.500 | 25.117.500 | 25.717.500 | 21.917.500 | 21.318.500 | 18.517.500 |
| 2003                                                                                | 50.000          | 1500           | 56.500                        | 1.500.000  | 1.500.000  | 4.500.000  | 1.500.000  | 1.500.000  | 2.500.000  | 1.500.000  | 3.500.000  |
| 2004                                                                                | 20.000          | 1500           | 26.400                        | 21.001.000 | 20.001.000 | 16.001.000 | 12.001.000 | 14.001.000 | 10.001.000 | 9.001.000  | 7.553.200  |
| 2005                                                                                | 15.000          | 1500           | 23.500                        | 7.000.000  | 13.000.000 | 6.000.000  | 2.000.000  | 6.000.000  | 3.000.000  | 2.000.000  | 3.500.000  |
| 2006                                                                                | 13.000          | 2.000          | 17.000                        | 4.000.000  | 4.000.000  | 5.000.000  | 4.000.000  | 7.000.000  | 3.000.000  | 1.000.000  | 2.000.000  |
| 2007                                                                                | 11.000          | 2.500          | 17.200                        | 6.000.000  | 8.000.000  | 5.000.000  | 5.000.000  | 8.000.000  | 4.000.000  | 480.000    | 4.000.000  |
| 2008                                                                                | 10.000          | 2.000          | 14.700                        | 10.000.000 | 12.000.000 | 9.000.000  | 5.000.000  | 6.000.000  | 4.000.000  | 480.000    | 6.000.000  |
| 2009                                                                                | 10.000          | 2.000          | 14.000                        | 4.000.000  | 3.000.000  | 6.000.000  | 4.000.000  | 5.000.000  | 2.000.000  | 240.000    | 240.000    |
| 2010                                                                                | 7.500           | 1.500          | 12.000                        | 6.000.000  | 8.000.000  | 6.000.000  | 4.000.000  | 8.000.000  | 5.000.000  | 1.000.000  | 3.500.000  |
| 2011                                                                                | 7.500           | 1.500          | 13.000                        | 7.600.000  | 6.200.000  | 6.700.000  | 4.800.000  | 5.300.000  | 3.500.000  | 1.520.000  | 2.320.000  |
| 2012                                                                                | 7.500           | 2.000          | 12.000                        | 9.200.000  | 7.200.000  | 5.200.000  | 2.200.000  | 5.200.000  | 2.600.000  | 2.240.000  | 3.760.000  |
| 2013                                                                                | 7.500           | 2.000          | 9.500                         | 5.100.000  | 7.100.000  | 7.100.000  | 3.600.000  | 7.100.000  | 6.100.000  | 3.320.000  | 3.120.000  |
| 2014                                                                                | 7.500           | 2.000          | 12.000                        | 10.000.000 | 10.000.000 | 10.000.000 | 5.000.000  | 7.000.000  | 7.000.000  | 5.000.000  | 9.000.000  |
| 2015                                                                                | 6.000           | 1.500          | 12.000                        | 5.000.000  | 7.000.000  | 6.000.000  | 4.000.000  | 10.000.000 | 5.000.000  | 1.000.000  | 4.000.000  |
| 2016                                                                                | 6.000           | 1.500          | 12.000                        | 5.000.000  | 7.000.000  | 6.000.000  | 4.000.000  | 10.000.000 | 5.000.000  | 1.000.000  | 4.000.000  |
| 2017                                                                                | 5.000           | 1.000          | 9.500                         | 50.000     | 50.000     | 50.000     | 50.000     | 50.000     | 50.000     | 50.000     | 50.000     |
| 2018                                                                                | 5.000           | 1.000          | 9.000                         | 50.000     | 50.000     | 1.450.000  | 1.050.000  | 50.000     | 50.000     | 50.000     | 50.000     |
| 2019                                                                                | 5.000           | 1.000          | 9.000                         | 50.000     | 50.000     | 50.000     | 50.000     | 50.000     | 50.000     | 50.000     | 50.000     |
| 2020                                                                                | 5.000           | 1.000          | 7.000                         | 50.000     | 50.000     | 2.050.000  | 1.550.000  | 50.000     | 50.000     | 50.000     | 50.000     |
| 2021                                                                                | 5.000           | 1.000          | 5.000                         | 50.000     | 50.000     | 3.050.000  | 50.000     | 3.050.000  | 50.000     | 50.000     | 50.000     |
| 2022                                                                                | 5.000           | 1.000          | 5.000                         | 50.000     | 50.000     | 3.050.000  | 2.050.000  | 1.050.000  | 50.000     | 50.000     | 50.000     |
| 2023                                                                                | 5.000           | 1.000          | 5.000                         | 6.250.000  | 8.150.000  | 5.950.000  | 6.350.000  | 7.250.000  | 2.950.000  | 4.050.000  | 7.650.000  |
| 2024                                                                                | 5.000           | 1.000          | 3.500                         | 50.000     | 50.000     | 2.050.000  | 1.050.000  | 3.050.000  | 1.050.000  | 50.000     | 3.050.000  |
| 2025                                                                                | 5.000           |                |                               | 50.000     | 50.000     | 1.550.000  | 3.050.000  | 3.050.000  | 550.000    | 50.000     | 570.000    |
| / = non emessa, ? = finora sconosciuto, * = emessa solo nelle divisionali ufficiali |                 |                |                               |            |            |            |            |            |            |            |            |

## 2 euro commemorativi
Per legge, tutte le monete lussemburghesi devono riportare l'effigie del sovrano, il granduca Enrico. Pertanto, il volto del granduca appare accanto ad ogni persona o luogo commemorato, mentre nelle emissioni comuni, visto che il disegno è già programmato, l'effigie appare in rilievo tramite un'immagine olografica.
| Immagine | Anno | Tema | Tiratura  | Emissione         | Incisore               |
| -------- | ---- | --- | --------- | ----------------- | ---------------------- |
|          | 2004 | Effigie e monogramma del granduca Enrico                                                                             | 2.481.800 | 27 luglio 2004    | Patrice Bernabei       |
|          | 2005 | 100º anniversario della morte del granduca Adolfo e 50º anniversario della nascita del granduca Enrico               | 2.769.000 | 15 febbraio 2005  | Patrice Bernabei       |
|          | 2006 | 25º compleanno dell'erede al trono Guglielmo                                                                         | 1.047.500 | 6 febbraio 2006   | Patrice Bernabei       |
|          | 2007 | Palazzo del Granduca                                                                                                 | 1.031.000 | 4 febbraio 2007   | Alain Hoffmann         |
|          | 2007 | 50º anniversario della firma dei Trattati di Roma (emissione comune)                                                 | 2.046.000 | 25 marzo 2007     | Luc Luycx              |
|          | 2008 | Castello di Berg | 1.042.000 | 1º febbraio 2008  | Alain Hoffmann         |
|          | 2009 | 10º anniversario dell'UEM (emissione comune)                                                                         | 825.000   | 15 gennaio 2009   | Georgios Stamatopoulos |
|          | 2009 | 90º anniversario dell'ascesa al trono della granduchessa Carlotta                                                    | 837.500   | 15 gennaio 2009   | Alain Hoffmann         |
|          | 2010 | Stemma del granduca Enrico                                                                                           | 529.500   | 14 gennaio 2010   | Alain Hoffmann         |
|          | 2011 | 50º anniversario della nomina, da parte della granduchessa Carlotta, del figlio Giovanni a “Lieutenant-représentant” | 729.500   | 3 febbraio 2011   | Alain Hoffmann         |
|          | 2012 | 100º anniversario dalla morte di Guglielmo IV di Lussemburgo                                                         | 722.500   | 3 febbraio 2012   | Alain Hoffmann         |
|          | 2012 | 10º anniversario della circolazione di banconote e monete in euro (emissione comune)                                 | 532.500   | 3 febbraio 2012   | Helmut Andexlinger     |
|          | 2012 | Matrimonio dell'erede al trono Guglielmo di Lussemburgo e Stéphanie de Lannoy                                        | 512.000   | 20 dicembre 2012  | Alain Hoffmann         |
|          | 2013 | Inno nazionale del Lussemburgo                                                                                       | 522.000   | 7 novembre 2013   | Christoph Becker       |
|          | 2014 | 175º anniversario dell'indipendenza del Lussemburgo                                                                  | 522.000   | 6 febbraio 2014   | Alain Hoffmann         |
|          | 2014 | 50º anniversario dell'ascesa al trono del granduca Giovanni                                                          | 514.500   | 6 novembre 2014   | Alain Hoffmann         |
|          | 2015 | 15º anniversario dell'ascesa al trono del granduca Enrico                                                            | 517.500   | 11 giugno 2015    | Alain Hoffmann         |
|          | 2015 | 125º anniversario della dinastia Nassau-Weilburg                                                                     | 511.500   | 22 ottobre 2015   | Alain Hoffmann         |
|          | 2015 | 30º anniversario della bandiera europea (emissione comune)                                                           | 510.000   | 10 dicembre 2015  | Georgios Stamatopoulos |
|          | 2016 | 50º anniversario del ponte Granduchessa Carlotta                                                                     | 517.500   | 12 maggio 2016    | Alain Hoffmann         |
|          | 2017 | 50º anniversario dell’introduzione del servizio militare volontario nell’esercito lussemburghese                     | 316.000   | 9 febbraio 2017   | Alain Hoffmann         |
|          | 2017 | 200º anniversario della nascita del granduca Guglielmo III                                                           | 311.000   | 26 ottobre 2017   | Alain Hoffmann         |
|          | 2018 | 150º anniversario della Costituzione lussemburghese                                                                  | 316.000   | 25 gennaio 2018   | Alain Hoffmann         |
|          | 2018 | 175º anniversario della morte del granduca Guglielmo I                                                               | 311.000   | 27 agosto 2018    | Alain Hoffmann         |
|          | 2019 | 100º anniversario dell'ascesa al trono e del matrimonio della granduchessa Carlotta                                  | 313.500   | 27 giugno 2019    | Alain Hoffmann         |
|          | 2019 | 100º anniversario del suffragio universale in Lussemburgo                                                            | 308.500   | 25 settembre 2019 | Alain Hoffmann         |
|          | 2020 | 200º anniversario della nascita di Enrico di Orange-Nassau                                                           | 300.000   | 21 settembre 2020 | Alain Hoffmann         |
|          | 2020 | Nascita del principe ereditario Carlo                                                                                | 320.000   | 24 dicembre 2020  | Alain Hoffmann         |
|          | 2021 | 100º anniversario della nascita del granduca Giovanni                                                                | 320.000   | 19 aprile 2021    | Alain Hoffmann         |
|          | 2021 | 40º anniversario di matrimonio del granduca Enrico con Maria Teresa                                                  | 320.000   | 19 aprile 2021    | Alain Hoffmann         |
|          | 2022 | 35º anniversario dell'istituzione del Progetto Erasmus (emissione comune)                                            | 500.000   | 1º luglio 2022    | Joaquin Jimenez        |
|          | 2022 | 10º anniversario delle nozze dei granduchi ereditari Guglielmo e Stefania                                            | 250.000   | 5 luglio 2022     | Joaquin Jimenez        |
|          | 2022 | 50º anniversario della bandiera del Lussemburgo                                                                      | 250.000   | 5 luglio 2022     | Joaquin Jimenez        |
|          | 2023 | 25º anniversario dell'ammissione del granduca Enrico a membro del Comitato Olimpico Internazionale                   | 133.500   | 24 aprile 2023    | Joaquin Jimenez        |
|          | 2023 | 175º anniversario della Camera dei deputati e della Costituzione del Lussemburgo                                     | 133.500   | 24 aprile 2023    | Joaquin Jimenez        |
|          | 2024 | 100º anniversario dell'introduzione del franco lussemburghese con l'immagine del Feierstëppler                       | 131.000   | 29 gennaio 2024   | Joaquin Jimenez        |
|          | 2024 | 175º anniversario della morte del granduca Guglielmo II                                                              | 131.000   | 29 gennaio 2024   | Joaquin Jimenez        |